# Expédition de Sardaigne
Guerres de la Révolution française
L’expédition de Sardaigne est une opération militaire menée en février 1793 par les armées de la République française contre le royaume de Sardaigne ; elle échoue rapidement face à la résistance sarde et entraîne la mise en accusation de Pascal Paoli, fondateur en 1755 de la République corse, qui décide en 1794-1796 de s'allier avec les Anglais pour proclamer une seconde fois l'indépendance de la Corse.

## Contexte

### Le retour de Pascal Paoli
Dès le début de la Révolution, la Corse vit de troubles peu après l'adresse de citoyens d'Ajaccio rédigée le 31 octobre 1789 par Napoléon Bonaparte, qui avait bénéficié de congés semestriels dans l'île en 1787-1788. Lors de l'émeute du 5 novembre 1789 à Bastia, il fournit des cocardes tricolores et l'intendant royal Charles de Barrin lui intime l'ordre de quitter Bastia. Selon l'historien Jean Tulard, ces incidents éclatèrent à propos de la constitution de la Garde nationale, « Bonaparte y fut mêlé, mais son rôle reste difficile à préciser ».
En février 1790, les délégués des six juridictions du Cismonte, réunis à Bastia, désignent le général Raphaël de Casabianca, qui sera un des chefs de l'expédition trois ans plus tard, pour rencontrer à Londres le leader corse Pascal Paoli, avec trois autres personnalités, et le convaincre de revenir sur son île. En avril 1790, il rentre à Paris avec Paoli, qui lui donne le commandement en second d'Ajaccio. Cette démarche est importante car dans la lutte d'influence que se livrent les Bonaparte et Pozzo di Borgo, Raphaël de Casabianca avait soutenu les premiers. Une constituante en juillet 1790 va demander que les prêtres soient désignés par une autorité laïque et non plus par l'évêque, ce qui « heurte la sensibilité religieuse des Corses » amenant même « certains ecclésiastiques » à quitter l’île.
Ensuite en 1791, la France va entrer progressivement en guerre contre le roi de Sardaigne, de Savoie et du Piémont, Victor-Amédée III[réf. nécessaire].

### Les visées de Bonifacio sur les îles de La Madalena
Dans une assemblée tenue à Bastia, les délégués de Bonifacio ont proposé une expédition pour s'emparer par surprise de l'archipel de La Maddalena, « dont les habitants sont corses et peuvent être « disposés à favoriser les tentatives des Bonifaciens ». Le 30 juillet 1790, on apprend même que des Corses se présentent à Alghero au gouverneur de la ville avec la cocarde nationale.
Le 14 mai 1792, est publié un "Mémoire contenant des moyens contre le Roi de Sardaigne" par Antoine-Marie Costantini (1754-1816), négociant en grains de Bonifacio, député corse résidant à Paris, où il est membre du Club des Jacobins et lieutenant de la "Halle aux Blés" de Paris, mais que son métier a familiarisé avec les ports sardes, où il croit savoir qu'on est mécontent de la tutelle piémontaise. Son mémoire reprend des textes précédents qui depuis 1791 suggéraient de reprendre aux Sardes cet archipel de La Maddalena, situé entre les deux îles et perdus par les Corses au traité qui les avaient rattaché à la France un quart de siècle plus tôt.
Mais cette fois, il propose de ne pas s'arrêter à ces îles riches en minerai mais de prendre peu à peu toute la Sardaigne. Selon lui, il faudrait 2000 corses en appui de 12000 français et de l'argent pour soudoyer les sardes, pour s'emparer de leur île. Il propose d'aller lui même sonder, discrètement, la population sarde, en lui présentant la Constitution française.

### Le soutien de Salicetti à Antoine-Marie Costantini
Le mémoire du 14 mai 1792 publié par le négociant de Bonifacio s'inscrit opportunément dans un climat européen un peu plus tendu depuis qu'en date du 20 avril 1792, la législature française s'est résignée à déclarer la guerre au roi François II puis a dûr par conscription 30000 hommes, quantité qui doublera un an plus tard. Mais l'idée proposée par Costantini reçoit dès le 17 juin 1792 le soutien de Christophe Salicetti, qui est alors le procureur-syndic de la Corse. Il écrit au ministre de la Guerre pour vanter ce projet d'expédition de Sardaigne, en estimant qu'il suffit de quelques fonds, munitions et vaisseaux de guerre. Le député Mario Peraldi, qui s'intéresse lui aussi aux blés sardes, l'appuie .

### La réquisition et la protestation de Pascal Paoli
De son côté, Pascal Paoli ne participe pas même s'il suit de près la situation européenne très tendue. Le 28 juillet 1792, il écrit ainsi qu'il est prêt à « donner asile et secours à des centaines de milliers de français » républicains dans l'île puis à nouveau début février 1793, pour réitérer sa proposition.
Entre-temps, pressenti par Carnot et le conseil exécutif à Paris, Pascal Paoli est requis en octobre 1792 par le contre-amiral Laurent Truguet, futur chef de l'expédition et plus tard ministre de la marine. Ce dernier lui demande de mobiliser pour la future expédition.
Marin de renom, Laurent Truguet est l'un des premiers à avoir maille à partir avec les Sardes. Le 23 octobre 1792 après avoir échoué à inciter les habitants « à se soulever contre leur roi », Laurent Truguet réduit en cendres la principauté d'Oneille, en Ligurie, repaire de corsaires sardes mais l'une des préfectures du ressort du Sénat de Nice.
Le 28 janvier 1793, Pascal Paoli écrit au ministre de la Guerre pour mentionner qu'il n' a pas assez de pièces de canon et d'hommes pour mener l'expédition et explique que « ceux qui s'en sont mélés ont exagéré de beaucoup les ressources du département, que leur zèle, qui était plus étendu que leurs connaissances militaires, les a trompés ». Il précise qu'il ne peut mobiliser que 1800 hommes, ce qu'il fera plus tard.
Le 28 janvier 1793, il répond aussi aux accusations diffamatoires de l'automne, l'accusant de manquer de patriotisme et de foi dans la Révolution.
Entre-temps, en décembre 1792, l'administration du département de Corse, totalement impopulaire, est désavouée lors des élections et Christophe Saliceti perd son poste de procureur-syndic, remplacé par Pozzo di Borgo, ce dont Christophe Saliceti se plaint dans une lettre à Napoléon Bonaparte où il espère un retour de fortune dans les mois suivant.

### Tensions en Corse début 1793
Début 1793, Christophe Saliceti dénonce devant la convention les « prêtres intrigants » et Paoli est soupçonné d'indulgence envers eux.
Le 1er février 1793, la Convention envoie en Corse une commission de trois personnes parmi lesquelles Christophe Saliceti, son principal rival, instigateur de la démarche, le seul des trois à parler le corse et le seul qui a voté la peine de mort pour Louis XVI au sein de la délégation Corse, contrairement à ce qu'affirmera Lucien Bonaparte.
Les deux autres commissaires sont Jean-Pierre Lacombe-Saint-Michel et Joseph-Étienne Delcher, mais ils ne débarqueront dans l'île qu'en avril 1793, après la fin de l'expédition de Sardaigne. En novembre, lors de la Bataille de Farinole, Jean-Pierre Lacombe-Saint-Michel mènera une « petite armée », assemblage hétéroclite de matelots (équipages de plusieurs frégates, la Mignonne (en), la Melpomene, la Minerve (en) et la Fortunée), de fantassins de plusieurs unités (garde nationale, infanterie légère, gendarmerie), de quelques artilleurs (dotés de deux canons de 4) et de volontaires locaux, qui d'après une lettre de Paoli du 3 novembre, ne réuniront que 400 à 500 hommes.
Face à ces démarches, le 19 février 1793, le conseil général de Corse vote une motion de soutien à Pascal Paoli, à l'unanimité.

### Tensions en France début 1793
Le 24 février 1793, en prévision de cette expédition de Sardaigne, la Convention décide la levée en masse de 300 000 célibataires ou veufs de 18 à 25 ans, volontaires ou tirés au sort. Plus tard, le 23 août 1793, ce sera la levée en masse des 25 à 30 ans, qui renforcera considérablement les armées mais causera émeutes et insurrections, puis la guerre de Vendée, car il faut pallier la baisse subite des effectifs de l'armée révolutionnaire française due aux pertes, désertions et départs massifs des volontaires levés en 1792 qui estiment pouvoir rentrer chez eux, l'ennemi ayant été repoussé hors des frontières.
L'expédition de Sardaigne a lieu ainsi trois mois environ avant les insurrections fédéralistes qui éclatèrent en province lors de la Révolution française, après les évènements du 31 mai 1793 et les décrets du 2 juin 1793 éliminant les Girondins de la Convention nationale.

## Plan de campagne
La Convention décide en 1792 de l'attaquer simultanément au Piémont et en Sardaigne.
En Sardaigne, l'opération se fait sur deux fronts : l’attaque principale sur Cagliari, et une manœuvre de diversion sur les îles de la Madeleine (Archipel de La Maddalena), à 10 kilomètres au sud du port de Bonifacio.

## Préparatifs et forces en présence

### Chez les Français
Lorsqu'il arrive le 15 décembre à Ajaccio, le contre-amiral Laurent Truguet, commandant en chef de la flotte de Méditerranée, dispose de neuf navires (deux vaisseaux, le Vengeur et la Perle ayant été perdus en cours de route). Lors du second bombardement de Cagliari, il aligne également trente-trois bateaux de transport.
L'organisation de l'expédition est confiée à Pascal Paoli, qui ne la souhaite pas et qui avertit bien avant qu'il ne peut mettre sur pied qu un contingent de 2 000 hommes, au lieu des 6 000 qui lui sont demandés par la Convention
Ce contingent est composé des bataillons de volontaires de Martigues, de l'Union, de Luberon, de Tarascon, d'Aix et du 5e de Vaucluse.

État des troupes débarquées devant Cagliari le 14 février 1793
| Troupes de ligne 1 400 hommes - 305 hommes du 26e régiment d'infanterie de ligne - 305 hommes du 52e régiment d'infanterie de ligne - 790 hommes du 42e régiment d'infanterie de ligne | Volontaires nationaux 2 600 hommes - 1er bataillon de volontaires de Marseille - 2e bataillon de volontaires de Marseille - Portion du bataillon de volontaires de Martigues - Portion du bataillon de volontaires de Tarascon - Portion du bataillon de volontaires de l'Union - Portion du 1er bataillon de volontaires du Luberon - Portion du 1er bataillon de volontaires d'Aix - Portion du 5e bataillon de volontaires de Vaucluse |

Il confie le corps expéditionnaire principal au général Raphaël de Casabianca, qui aligne 4 000 soldats et six canons montés, 14 vaisseau de ligne (le Tonnant, le Centaure, l' Apollon (en), le Patriote (en), l' Orion (en), l' Entreprenant (en), le Scipion (en), le Languedoc, le Tricolore (en), le Léopard (en), le Duguay-Trouin (en), le Généreux, le Thémistocle (en) et le Commerce de Bordeaux), 8 frégates (l'Aréthuse, la Junon (en), la Vestale, la Sensible (en), la Brune (en), l' Hélène (en), la Poulette (en) et le Richemont) et plusieurs galiotes, gabares, bombardes où bâtiments de transports lorsqu'il débarque à Cagliari,. Le contingent chargé de mener l'attaque de la Maddalena est placé sous les ordres du colonel Pierre Colonna Cesari. Celui-ci dispose d'une force de 600 hommes, qui comprend 450 volontaires des 2e et 4e bataillons corses, ainsi qu'une compagnie de 150 grenadiers sous les ordres du capitaine Ricard. L'artillerie et le génie sont confiés respectivement au lieutenant-colonel Bonaparte et au capitaine Moydié.

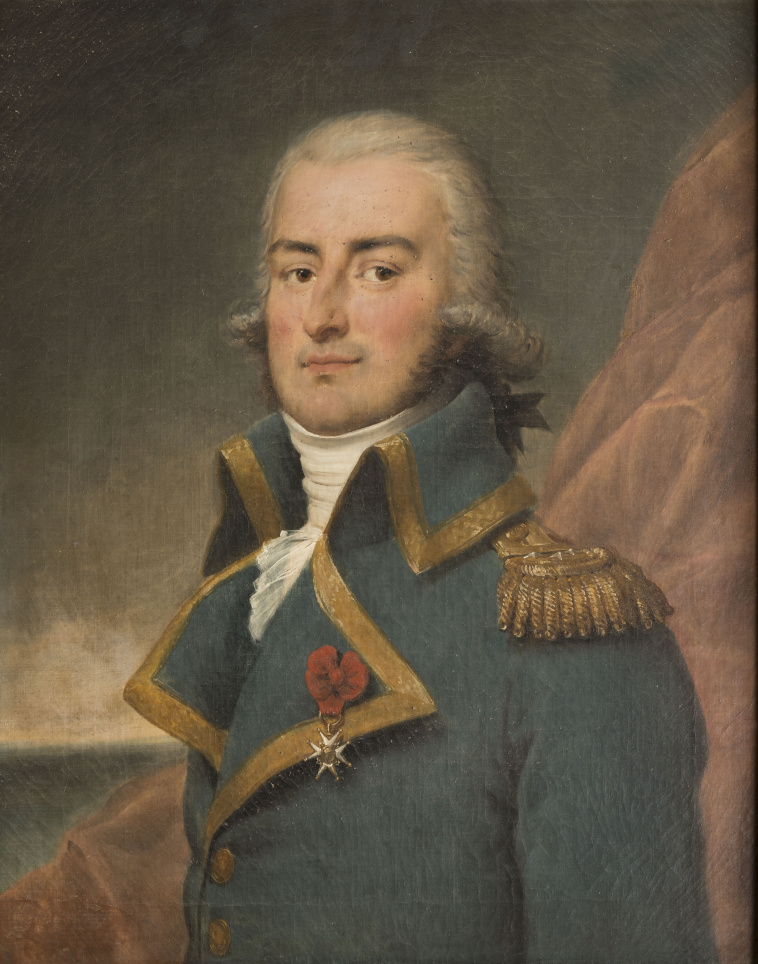
Laurent Truguet (1752-1839). Il commande l'escadre qui bombarde Cagliari et transporte le corps expéditionnaire français en Sardaigne.
Pascal Paoli (1725-1807). Il met sur pied le corps expéditionnaire appelé à débarquer sur les côtes sardes.
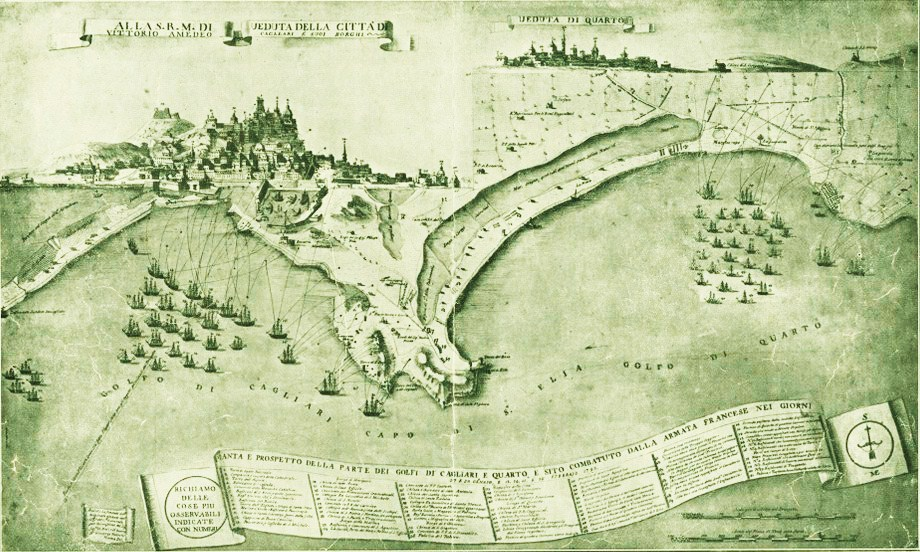
Plan de Cagliari daté de 1793. La ville est l'objectif principal de l'expédition française.
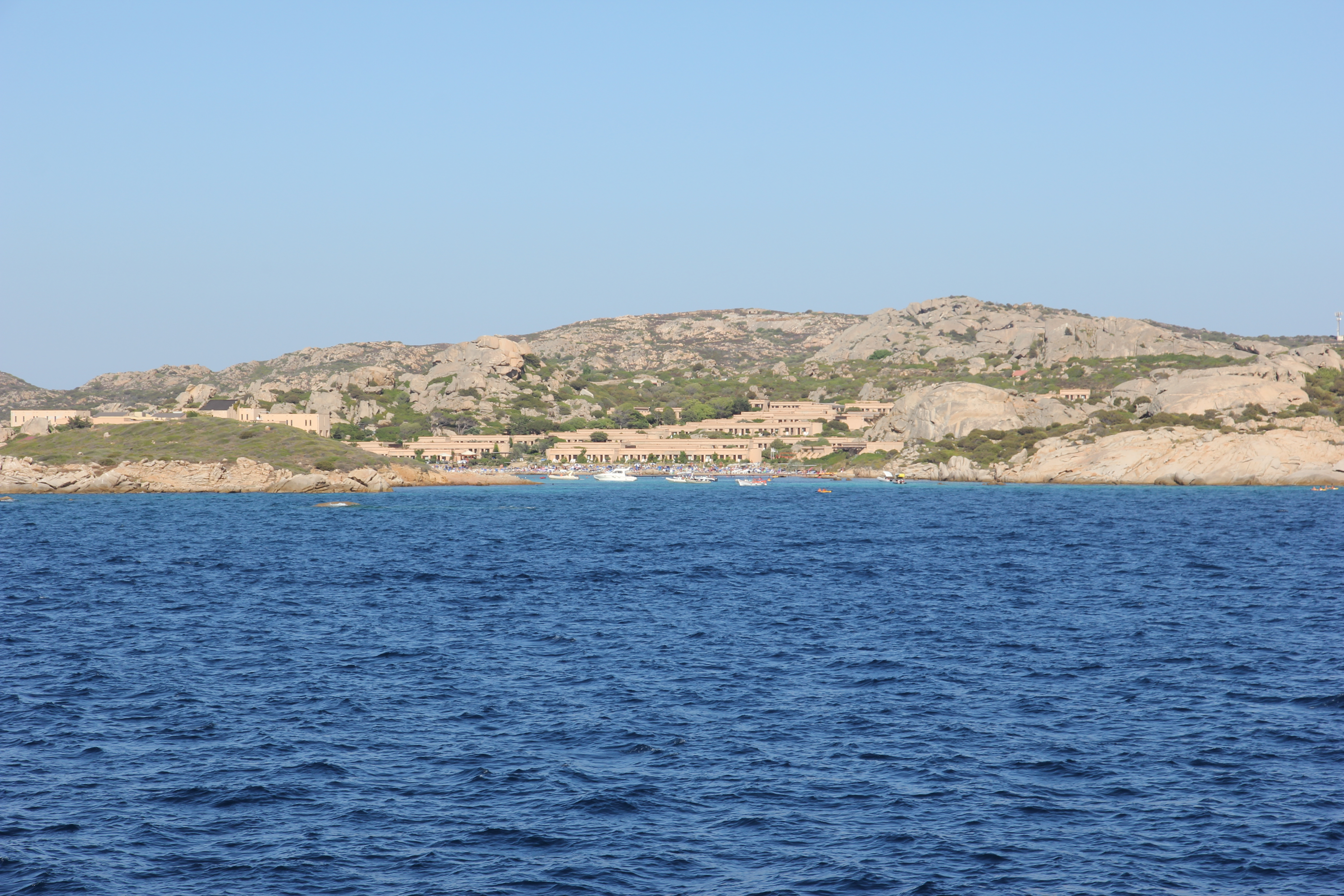
Île de Santo Stefano, archipel de la Maddalena. C'est sur cette île que les forces de Colonna Cesari débarquent le 22 février 1793.

### Chez les Sardes
L'armée sarde comprend la garnison de Cagliari, soit un demi-bataillon piémontais et 600 fusiliers suisses, ainsi que deux compagnies de dragons commandées par le baron de Saint-Amour et une compagnie d'infanterie légère. La ville d'Alghero est gardée par deux compagnies d'infanterie ainsi que par un corps franc de déserteurs graciés, tandis que deux autres compagnies d'infanterie et une compagnie de dragons sont en position à Sassari.
La milice sarde est composée de 400 soldats, plutôt mal équipés. L'artillerie est quant à elle répartie dans les différentes citadelles.

## Déroulement de l'expédition

Au cours de l'attaque de la Maddalena, le lieutenant-colonel Bonaparte commande l'artillerie du contingent de Colonna Cesari, avec laquelle il pilonne le village (peinture de Félix Philippoteaux).

### L'attaque de Cagliari
À Cagliari, la flotte de l’amiral Truguet bombarde la ville pendant trois jours en janvier 1793, puis fait une tentative de débarquement, rentre à Toulon, avant de revenir le mois suivant. Une nouvelle tentative de débarquement, sous le commandement du général Casabianca, échoue à la suite d'une résistance vigoureuse des Sardes ainsi que par l'insubordination des troupes françaises. Une tempête fait sombrer un navire de ligne et l'amiral Truguet lève définitivement le siège.

### L'attaque de La Maddalena
L'autre partie de l'assaut est considérée par les historiens comme surtout une opération de diversion. Pascal Paoli envoie le colonel Colonna Cesari sur l'île de Santo Stefano, dans l'archipel de La Maddalena, récupérer le 22 février des magasins de munitions importants, ce qui permet au lieutenant-colonel d'artillerie Napoléon Bonaparte d'installer ses canons. Il les place face à La Maddalena, principale bourgade de l'archipel pour la pilonner le 24 février, suscitant la panique dans la population puis la création d'un mouvement de résistance sarde d'environ 200 hommes, en majorité des bergers, organisés par Domenico Millelire, qui vont créer une "marine sarde" de résistance, composée de petits bateaux. Dès le 25 février, les marins de La Fauvette veulent lever l'ancre puis se mutinent quand le colonel Colonna Cesari tente de les reprendre en main , obligeant ce dernier à décider de battre en retraite, en abandonnant les trois pièces d'artillerie de Bonaparte. Les Français sont ainsi revenus en Corse dès le 27 février.

## Conséquences en France

### Carrière de Raphaël de Casabianca
Le 14 mars, Lucien Bonaparte dénonce Pascal Paoli comme un traitre devant le club républicain de Toulon puis fait de même à Marseille, en s'employant à exciter les rancœurs, comme il le reconnaitra dans ses mémoires
, à un moment où le général Raphaël de Casabianca (1738-1825), s'emploie à reporter la responsabilité de l'échec de l'expédition de Sardaigne sur d'autres. Lucien étant le frère de Napoléon, responsable de l'artillerie à La Maddalena, ses propos sont pris au sérieux. On reproche alors à Paoli de n'avoir pas accepté la mobilisation de plus de conscrits du Var ou des Bouches-du-Rhône sans même attendre le rapport des commissaires envoyés dans l'île.
En avril 1793, Raphaël de Casabianca est nommé commandant de la 43e Division militaire par Saliceti en remplacement de Pascal Paoli, déchu de ses fonctions.
Mais Raphaël de Casabianca est arrêté par les partisans de Pascal Paoli à Cervione. En mai, les autorités françaises, pour calmer les esprits, relèvent Raphaël de Casabianca de ses fonctions, déchu de son mandat de député à la Cunsulta Straudinaria de Corte.